# Claes-Göran Hedén
Claes-Göran Hedén, född 12 oktober 1944 i Engelbrekts församling i Stockholms stad, är en svensk militär.

## Biografi
Hedén avlade studentexamen i Stockholm 1964. Han avlade marinofficersexamen vid Kungliga Sjökrigsskolan 1967 och utnämndes samma år till fänrik vid Vaxholms kustartilleriregemente, där han var instruktör och plutonchef 1967–1970 och 1969 befordrades till löjtnant. Han var rekryteringsofficer vid Marinstaben 1970–1971 och kompanichef vid Kustjägarskolan 1971–1974 samt befordrades till kapten 1972. Han gick Allmänna kursen vid Militärhögskolan 1974–1975. År 1975 befordrades han till major och 1975–1976 var han lärare i taktik vid Kustartilleriets skjutskola, varefter han gick Stabskursen vid Militärhögskolan 1976–1978. Han tjänstgjorde 1978–1980 vid Försvarsstaben och studerade vid franska sjökrigshögskolan 1980–1981. År 1982 befordrades han till överstelöjtnant och 1982–1984 var han kurschef vid Militärhögskolan, varpå han var chef för Kustjägarskolan 1985–1988.
Han var försvarsattaché vid ambassaderna i Paris och Madrid 1988–1991, befordrad till överste 1990. Åren 1991–1992 var han underrättelse- och säkerhetschef vid staben i Mellersta militärområdet, varefter han gick en högre chefskurs 1992 och var chef för Vaxholms kustartilleriregemente 1992–1994. År 1994 befordrades han till överste av första graden, varefter han 1994–1996 var chef för Norrlandskustens marinkommando och tjänstgjorde vid Supreme Headquarters Allied Powers Europe 1996. Åren 1996–1997 var han kustartilleriinspektör och chef för Kustartillericentrum, varefter han gick Chefskursen vid Försvarshögskolan 1997. Åren 1997–2002 var han chef för Försvarets internationella kommando (som år 2000 namnändrades till Försvarsmaktens centrum för internationell verksamhet) och 2000 befordrades han till brigadgeneral.
Claes-Göran Hedén invaldes 1986 som ledamot av Kungliga Örlogsmannasällskapet. Han utträdde ur sällskapet 1999. Hedén är överadjutant hos Hans Majestät Konungen. Åren 2006–2015 var han slottsfogde på Gripsholms slott och Strömsholms slott. År 1990 tilldelades han H.M. Konungens medalj av 8:e storleken i Serafimerordens band.
Claes-Göran Hedén är gift med Elizabeth Hedén.

## Utmärkelser
- Hans Majestät Konungens medalj, 8:e storleken i serafimerordens band (1990)[8]
- Kommendör av Norska förtjänstorden (1 juli 1993)[9]